# Zweite Québec-Konferenz

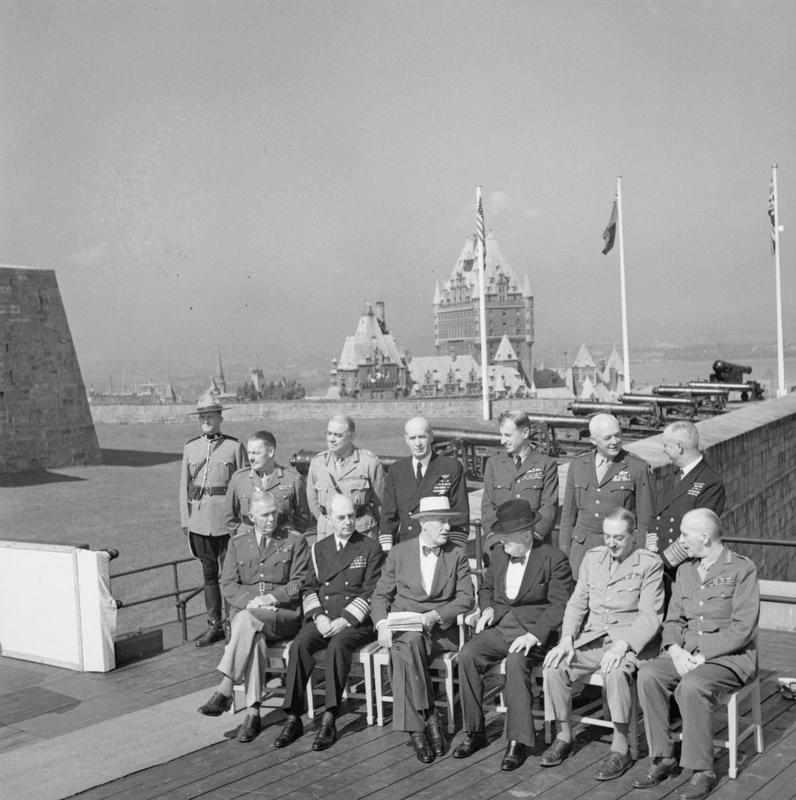
Winston Churchill und Franklin Roosevelt und hohe Militärs in der Zitadelle von Québec am 16. September 1944. Im Hintergrund das Hotel Chateau Frontenac, das ebenfalls Tagungsort war. Links ein Soldat der Gendarmerie royale du Canada. Gastgeber William Lyon Mackenzie King ist nicht auf dem Foto.

Die Zweite Québec-Konferenz (Deckname „Octagon“) war eine hochoffizielle militärische Konferenz, die während des Zweiten Weltkrieges zwischen britischen, kanadischen und amerikanischen Regierungsoberhäuptern geführt wurde. Die Konferenz wurde vom 12. September 1944 bis zum 16. September 1944 in der Zitadelle sowie im Chateau Frontenac in der franko-kanadischen Hauptstadt Québec abgehalten. Sie war die zweite an diesem Ort von den Alliierten gehaltene Konferenz und fand statt, nachdem die Operationen Overlord in Nordfrankreich und Dragoon in Südfrankreich zu Erfolgen gegen den Hauptgegner Deutschland geführt hatten. Die Hauptakteure waren auch dieses Mal Winston Churchill, William Lyon Mackenzie King und Franklin D. Roosevelt.
Auf den folgenden Feldern wurden Entscheidungen getroffen: Aufteilung des zu besiegenden Deutschlands in alliierte Besatzungszonen, umfangreiche Wirtschaftshilfe für Großbritannien sowie die Teilnahme der britischen Marine am Krieg gegen Japan.
Besonders der amerikanische Finanzminister Henry Morgenthau jun. konnte bei dieser Konferenz mit seinem Vorschlägen für das in den damals kommenden Monaten besiegte Deutschland auftrumpfen, später bekannt als Morgenthau-Plan. Ihm gelang es, selbst den äußerst skeptischen Churchill von den Grundzügen seines radikalen Planes, der Deutschland in einen Agrarstaat umwandeln sollte, zu überzeugen. Auch wenn Morgenthaus unternommene Vorstöße bei der Quebec-Konferenz nach der Rückkehr der amerikanischen Delegation im Kongress nicht lange bestehen konnten, sind sie trotzdem als Wegweiser für einen „hard-peace“ auf dem europäischen Kontinent zu betrachten.
Im Jahre 1998 wurde in der Stadt Quebec ein Denkmal eingeweiht, das an die beiden Konferenzen von 1943 und 1944 erinnern soll. Es steht direkt hinter einem der Stadttore, die Porte Saint-Louis, die in die historische Altstadt hineinführt.

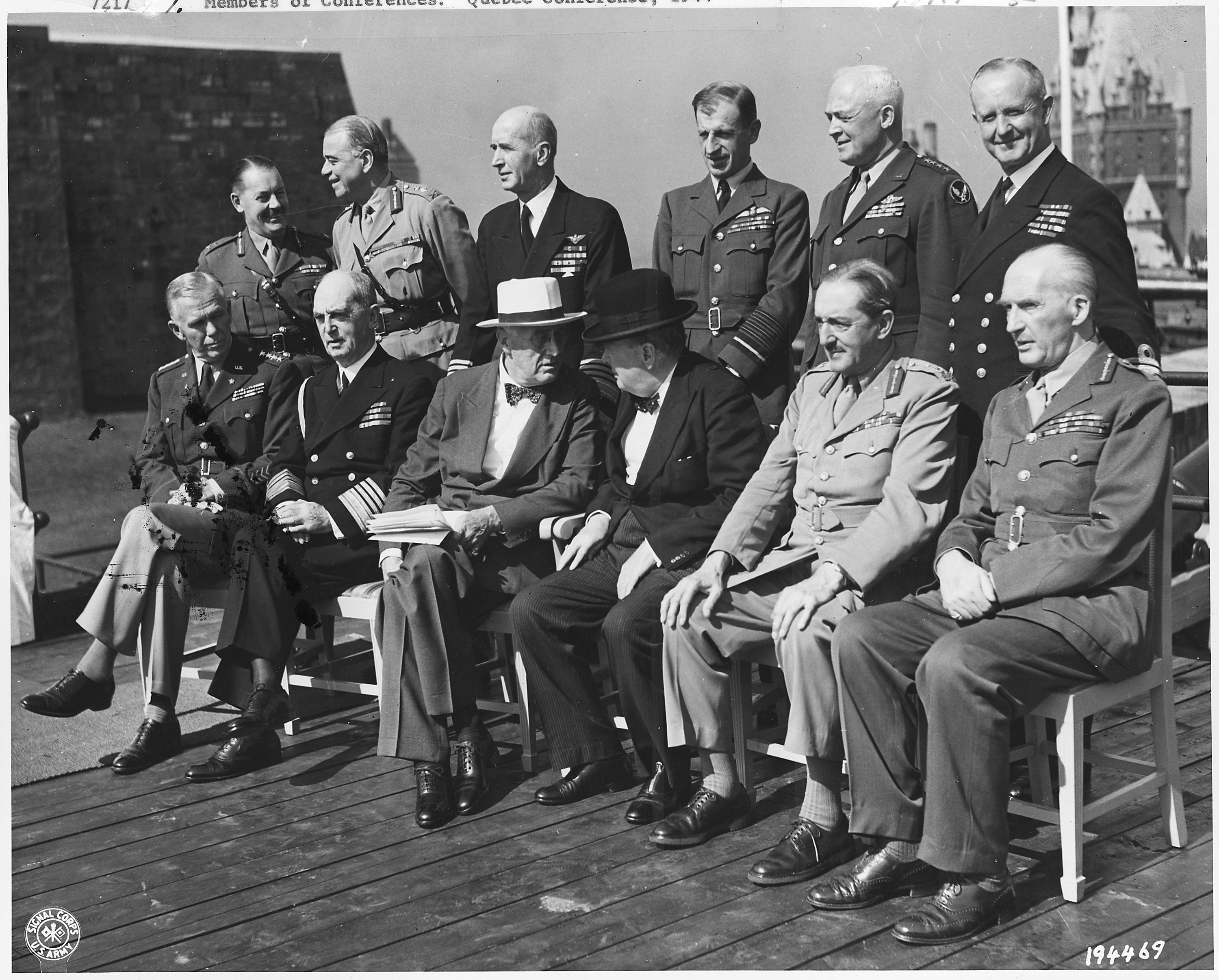
Von l. n. r. stehend: Generalmajor Hollis, General Sir Hasting Ismay, Admiral E.J. King, Luftmarschall Sir Charles Portal, H.H. Arnold, Admiral Sir A.B. Cunningham.von l. n. r. sitzend: G.C. Marshall, Admiral W.D. Leahy, Präsident Roosevelt, Premierminister Churchill, Feldmarschall Sir Alan Brooks, Feldmarschall Sir John Dill.